# ビハインド・ザ・サン
『ビハインド・ザ・サン』（英語: Behind the Sun）は、1985年に発表されたエリック・クラプトンのアルバム。

## 解説
フィル・コリンズをプロデューサーに起用し、ポップな音作りを指向。ただし「ラヴ・キャン・ドゥ」「サムシング・ハプニング」「フォーエヴァー・マン」の3曲は、レコード会社からシングル向きの曲を要求されたため、テッド・テンプルマン（ヴァン・ヘイレン等との仕事で知られる）とレニー・ワロンカーのプロデュースにより制作された曲。「フォーエヴァー・マン」が第一弾シングルとなり、全米26位を記録。
長きにわたってクラプトンをサポートすることになるネイザン・イーストとグレッグ・フィリンゲインズの初参加アルバム。

## 収録曲
特記なき楽曲はエリック・クラプトン作。
1. シーズ・ウェイティング - "She's Waiting" (Clapton, Robinson)
2. ラヴ・キャン・ドゥ - "See What Love Can Do" (Jerry Lynn Williams)
3. セイム・オールド・ブルース - "Same Old Blues"
4. ノック・オン・ウッド - "Knock On Wood" (Floyd, Cropper)
5. サムシング・ハプニング - "Something's Happening" (J. L. Williams)
6. フォーエヴァー・マン  - "Forever Man" (J. L. Williams)
7. イット・オール・ディペンズ - "It All Depends"
8. タングルド・イン・ラヴ - "Tangled In Love" (Levy, Feldman)
9. ネヴァー・メイク・ユー・クライ - "Never Make You Cry"
10. ジャスト・ライク・ア・プリズナー  - "Just Like A Prisoner"
11. ビハインド・ザ・サン - "Behind The Sun"

## レコーディング・メンバー
- エリック・クラプトン - ギター、ギターシンセサイザー、ボーカル
- スティーヴ・ルカサー - ギター
- リンジー・バッキンガム - ギター
- クリス・スティントン - キーボード、ピアノ、ハモンドオルガン、ローズ・ピアノ
- グレッグ・フィリンゲインズ - シンセサイザー
- ピーター・ロビンソン - シンセサイザー
- マイケル・オマーティアン - シンセサイザー
- ジェームズ・ニュートン・ハワード - シンセサイザー
- ドナルド・ダック・ダン - ベース
- ネイザン・イースト - ベース
- フィル・コリンズ - ドラム、パーカッション、シンセサイザー、ハモンドオルガン、ローズ・ピアノ、ボーカル
- ジェフ・ポーカロ - ドラム
- ジェイミー・オールディカー - ドラム
- ジョン・ロビンソン - ドラム
- レイ・クーパー - パーカッション
- テッド・テンプルマン - パーカッション
- レニー・カストロ - コンガ
- マーシー・レヴィ - ボーカル
- ジェリー・リン・ウィリアムス - ボーカル
- ショーン・マーフィー - ボーカル